# Kanton Saint-Jean-de-Bournay
Der Kanton Saint-Jean-de-Bournay war bis 2015 ein französischer Wahlkreis im Arrondissement Vienne, im Département Isère und in der Region Rhône-Alpes; sein Hauptort war Saint-Jean-de-Bournay, Vertreter im conseil général des Départements war zuletzt von 1982 bis 2015 Georges Colombier (UMP).

## Gemeinden
Der Kanton umfasste die Wahlberechtigten aus 15 Gemeinden:
| Gemeinde                 | Einwohner Jahr | Fläche km² | Bevölkerungsdichte | Code INSEE | Postleitzahl |
| ------------------------ | -------------- | ---------- | ------------------ | ---------- | ------------ |
| Artas                    | 1778 (2013)    | 14,15      | 126 Einw./km²      | 38015      | 38440        |
| Beauvoir-de-Marc         | 1088 (2013)    | 11,27      | 97 Einw./km²       | 38035      | 38440        |
| Châtonnay                | 1999 (2013)    | 31,84      | 63 Einw./km²       | 38094      | 38440        |
| Culin                    | 700 (2013)     | 7,32       | 96 Einw./km²       | 38141      | 38300        |
| Eclose-Badinières        | 1320 (2013)    | 10,29      | 128 Einw./km²      | 38152      | 38300        |
| Lieudieu                 | 338 (2013)     | 5,94       | 57 Einw./km²       | 38211      | 38440        |
| Meyrieu-les-Étangs       | 923 (2013)     | 8,54       | 108 Einw./km²      | 38231      | 38440        |
| Meyssiez                 | 610 (2013)     | 13,88      | 44 Einw./km²       | 38232      | 38440        |
| Royas                    | 385 (2013)     | 5,48       | 70 Einw./km²       | 38346      | 38440        |
| Saint-Agnin-sur-Bion     | 929 (2013)     | 9,7        | 96 Einw./km²       | 38351      | 38300        |
| Sainte-Anne-sur-Gervonde | 607 (2013)     | 7,67       | 79 Einw./km²       | 38358      | 38440        |
| Saint-Jean-de-Bournay    | 4525 (2013)    | 26,87      | 168 Einw./km²      | 38399      | 38440        |
| Savas-Mépin              | 828 (2013)     | 10,43      | 79 Einw./km²       | 38476      | 38440        |
| Tramolé                  | 565 (2013)     | 6,99       | 81 Einw./km²       | 38512      | 38300        |
| Villeneuve-de-Marc       | 1141 (2013)    | 26,18      | 44 Einw./km²       | 38555      | 38440        |